# Sicap-Liberté
Sicap-Liberté est l'une des 19 communes de Dakar (Sénégal). Située au centre de la capitale, elle fait partie de l'arrondissement de Grand Dakar.

## Géographie
La commune est située au centre de la presqu'île du Cap-Vert, elle est limitée au nord par la route du front de terre, la VDN (voie de dégagement nord) et le carrefour Liberté 6  Khar Yalla qui la séparent de Grand Yoff. A l’est, les allées Ababacar Sy du rond-point jet d’eau au rond-point Terminus Liberté 5, puis le tronçon de l’avenue Cheikh Ahmadou Bamba, marquent la limite avec Dieuppeul-Derklé. Au sud, l’avenue Bourguiba la borde face à Biscuiterie. A l’ouest, la VDN dans son intersection avec le prolongement de la route du front de terre, l’ancienne piste, la route limitant sacre–cœur 1-2-3 au Nord, puis le boulevard Dial Diop, la limitent des communes de Mermoz-Sacré-Cœur et Ouakam. 

## Histoire
Construites il y a une cinquantaine d'années[Quand ?], les cités de Sicap-Liberté ont été érigées en commune d'arrondissement en 1996. La commune s'est urbanisée à partir de la fin des années 50 avec la construction des six quartiers de 1958 à 1973 sous l'égide de la Société immobilière du Cap-Vert dont l'acronyme SICAP donne son nom à la localité.

## Administration
La commune fait partie de l'arrondissement de Grand Dakar, dans le département de Dakar. Elle est divisée en sept quartiers : Liberté 1, Liberté 2, Liberté 3, Liberté 4, Liberté 5, Liberté 6, Liberté 6 Extension. Le premier maire de la commune s'appelait Amadou Lamine Dial. Le deuxième maire élu se nomme Adja Gnagna Thouré Edwin. Mamadou Diop dit Pape, comptable à la Manufacture de tabac de l'Ouest africain (Mtoa) élu troisième maire puis décède le 11 décembre 2009. 
La commune est administrée par un conseil municipal. Le progressiste Santi Agne sène, responsable de l’Alliance des forces de progrès (AFP) a été élu le 9 janvier 2014 à la suite d'un deuxième tour par le conseil municipal. Souleymane Camara est le tout nouveau maire qui préside actuellement aux destinées de la population de Sicap-Liberté.
| Période     | Identité                 | Parti               | Coalition                     |
| ----------- | ------------------------ | ------------------- | ----------------------------- |
| 1996 - 2001 | Amadou Lamine Dial       |                     |                               |
| 2001 - 2002 | Délégation spéciale      | Délégation spéciale | Délégation spéciale           |
| 2002 - 2009 | Adja Gnagna Thouré Edwin | PDS                 | Parti Democratique Senegalais |
| 2009 - 2010 | Pape Mamadou Diop        | PS                  | Benno Siguil Senegal          |
| 2010 - 2014 | Santi Séne Hagne         | AFP                 |                               |
| 2014 - 2022 | Santi Séne Hagne         | AFP                 | Taxawu Ndakaru                |
| 2022 - 2027 | Souleymane CAMARA        | Pastef              | Yewwi Askan Wi                |

## Population
Lors du recensement de 2002, la population s'élevait à 41 889 habitants pour 5 836 concessions et 6 509 ménages.
Selon les estimations officielles, Sicap-Liberté compterait 47 134 habitants fin 2007.

## Lieux de cultes

### Mosquée
La commune est pourvue de plusieurs mosquées : 
- Liberté 6 Extension,
- Liberté 6,
- As Salaam,
- Liberté 5A,
- Liberté 4,
- Dieuppeul 3,
- Al-Mutazamin,
- An Nour.

### Église
Plusieurs églises sont situées au sein de la commune (exemple : Mission Évangélique Foursquare SENEGAL)

## Éducation
l’Institut des Métiers de l’Environnement et de la Métrologie (IMEM) est situé à Sicap-Liberté 6.

## Sports
Le stade polyvalent Demba Diop est situé sur le boulevard du Président Habib Bourguiba dans le quartier Sicap-Liberté 1.
L'Association sportive et culturelle Diaraf, club fondé en 1933 sous le nom de Foyer France Sénégal, évoluant en ligne 1 du Championnat du Sénégal de football est basée dans la commune.

### Filmographie
- Liberté 4, un trop plein imprévu..., film documentaire, 1998, 13'
- Nuit sans étoiles, film fiction, 2001, 10'
- La passion du jeu, film fiction, 2001, 7'
- La pièce de 100frs CFA, film fiction, 2011, 10'